# Barisey-au-Plain
Barisey-au-Plain è un comune francese di 367 abitanti situato nel dipartimento della Meurthe e Mosella nella regione del Grand Est.

## Società

### Evoluzione demografica
Abitanti censiti